# غيفين هويت
غيفين أندرو هويت (بالإنجليزية: Gavin Andrew Hoyte)‏ (مواليد 6 يناير 1990 في لندن، إنجلترا)، هو لاعب كرة قدم من ترينيداد وتوباغو وُلد في إنجلترا، ويلعب في مركز الدفاع.

## روابط خارجية
- غيفين هويت على موقع الاتحاد الدولي (مؤرشف)  (الإنجليزية)
- غيفين هويت على موقع قاعدة بيانات كرة القدم.إي يو (الإنجليزية)
- غيفين هويت على موقع ناشيونال فوتبول تيمز (الإنجليزية)
- غيفين هويت على موقع Soccerbase.com (لاعب) (الإنجليزية)
- غيفين هويت على موقع Soccerway.com (الإنجليزية)
- غيفين هويت على موقع عالم كرة القدم.نت (الإنجليزية)
- غيفين هويت على موقع كووورة
- غيفين هويت على موقع GSA (الإنجليزية)